# Salacia distans
Salacia distans är en nässeldjursart som beskrevs av V.S. Bale 1914. Salacia distans ingår i släktet Salacia och familjen Sertulariidae. Inga underarter finns listade i Catalogue of Life.